# 武田涼介
武田 涼介（たけだ りょうすけ、1967年1月24日 - ）は、NHKの元チーフアナウンサー、研究職。

## 人物
和歌山県立桐蔭高等学校、京都府立山城高等学校、早稲田大学法学部卒業後、1991年入局。
神戸放送局時代、入局は違うがラジオセンターの荒井匡と一緒だったが偶然に誕生日が1967年1月24日だった。

## 現在の担当番組・業務
- 研究業務

## 過去の担当番組・業務
神戸放送局時代
- がんばろや!阪神、淡路（キャスター）

東京アナウンス室時代
- NHKジャーナル（2002年8月26日 - 30日 梅津正樹の夏休みに伴うキャスター代行）

札幌放送局時代
- 北海道クローズアップ（キャスター、 - 2007年6月）
- ほくほくテレビ（旅中継担当）

静岡放送局時代
- NHKジャーナル（2007年8月27日 - 31日 福井裕一郎の夏休みに伴うキャスター代行）
- 放送部副部長（アナウンス統括）
- さらさらサラダ静岡（編集責任者）
- たっぷり静岡（編集責任者）

松山放送局時代
- ひめポン!（不定期・小澤康喬のキャスター代行など）
- 四国だ!ゴーゴー（パーソナリティ）
- おはようえひめ（キャスター）
- 愛媛県・四国地方のニュース

日本語センター時代
- NHKジャーナル - メインキャスター（2020年3月30日 - 2022年4月1日）

宇都宮放送局時代
- ひるまえ ほっと（編責）
- とちぎ630（2022年4月11日 - 2025年6月20日[2]）
- 金曜カフェとちのき堂